# Tana Umaga
Tana Umaga (ur. 27 maja 1973 w Lower Hutt) – nowozelandzki rugbysta, reprezentant kraju, pięciokrotny zwycięzca Pucharu Trzech Narodów, brązowy medalista Pucharu Świata 2003, następnie trener.

## Życiorys
Urodził się w Lower Hutt w rodzinie samoańskiego pochodzenia. Początkowo trenował rugby union w dziecięcych drużynach Wainuiomata RFC, obszar Wainuiomata był jednak ostoją rugby league, toteż Umaga podjął treningi w tej odmianie sportu uczęszczając do Parkway College. Występował następnie w klubie Wainuiomata Lions oraz regionalnym zespole Wellington, a w latach 1991–92 otrzymywał też powołania do kadry U-19. Udał się również na testy do występującego w National Rugby League klubu Newcastle Knights, po dwóch tygodniach powrócił jednak do kraju.
W wieku dziewiętnastu lat wybrał rugby union i zamierzał powrócić do zespołu Wainuiomata RFC, za namową brata Mike’a pojawił się jednak w silniejszym Petone Rugby Club, z którym pozostał związany przez całą karierę występując w nim w miarę możliwości. W 2003 roku został wybrany do regionalnej drużyny Wellington w kategorii U-21, rok później zadebiutował w seniorskim zespole w National Provincial Championship oraz otrzymał powołanie do kadry U-21. Po zakończeniu nowozelandzkiego sezonu wyjechał natomiast do Włoch, gdzie grał w Rugby Viadana.
W 1996 roku został jednym z inauguracyjnych zawodników Hurricanes, zespołu utworzonego do występów w międzynarodowej lidze Super 12. W pierwszych trzech sezonach nie opuścił żadnego spotkania, a dwanaście przyłożeń w 1997 roku zwróciły na niego uwagę selekcjonerów kadry. Pod nieobecność podstawowych skrzydłowych, Jonah Lomu i Glena Osborne’a, zadebiutował w nowozelandzkiej drużynie narodowej przeciwko Fidżi, w kończącym sezon tournée do Europy grał jednak tylko w towarzyskich spotkaniach. W kolejnym roku spadek jego formy i powrót do gry innych zawodników spowodowały, iż w ogóle nie znalazł się w pierwszej kadrze, grając jedynie dla zespołu rezerw. W 1999 roku zagrał przeciwko swojemu bratu, Mike'owi, gdy Nowa Zelandia spotkała się z Samoa, następnie zdobył hat-trick w meczu z Francją, a w drugiej połowie roku udał się na Puchar Świata w Rugby 1999, w którym All Blacks zajęli czwarte miejsce. Wystąpił wówczas w pięciu z sześciu spotkań rywalizując w o miejsce w składzie z takimi zawodnikami jak Jeff Wilson, Jonah Lomu czy Christian Cullen.
Świetna forma w sezonie 2000, zarówno dla Wellington, z którym zwyciężył w mistrzostwach kraju, jak i dla reprezentacji, zaowocowała otrzymaniem wyróżnienia dla najlepszego nowozelandzkiego zawodnika. Wówczas też zmienił pozycję na boisku ze skrzydłowego na środkowego ataku. Na kolejnym Pucharze Świata już w pierwszej połowie otwierającego kampanię All Blacks meczu z Włochami po zderzeniu z Carlosem Spencerem doznał urazu kolana, który wyeliminował go z reszty zawodów, w których Nowozelandczycy zdobyli brązowe medale. Na turnieju tej rangi zagrał zatem sześciokrotnie.
Za kadencji nowego selekcjonera reprezentacji, Grahama Henry’ego, został mianowany kapitanem – pierwszym pochodzenia samoańskiego – i pełnił tę rolę w latach 2004-2005. Reprezentacyjną karierę zakończył w roku, w którym All Blacks wygrali jedenaście z dwunastu pojedynków, w tym trzykrotnie pokonali British and Irish Lions podczas ich tournée, zwyciężyli w Pucharze Trzech Narodów oraz zdobyli Bledisloe Cup i Wielkiego Szlema. W nowozelandzkiej reprezentacji w latach 1997–2005 rozegrał zatem 74 testmecze i zdobył 180 punktów, dodatkowo zagrał jeszcze w pięciu towarzyskich spotkaniach zdobywając jedno przyłożenie.
Dla Hurricanes do maja 2007 zagrał 122 razy, w latach 2003–2005 pełniąc dodatkowo funkcję kapitana. W 2005 roku został także pierwszym graczem tej drużyny, który osiągnął barierę stu spotkań, a czwartym w historii rozgrywek Super 14. Rozpoczętą w 1994 roku karierę w barwach Wellington ukoronował natomiast setnym meczem w NPC rozegranym w sierpniu 2007 roku. Ogłosił następnie zakończenie kariery zawodniczej i wyjechał do Francji objąć na dwa lata stanowisko dyrektora sportowego RC Toulonnais, w którym był już zawodnikiem pomiędzy październikiem 2006 a styczniem 2007. W sezonie 2007/2008 poprowadził zespół do zwycięstwa w Pro D2 i awansu do Top 14. Na początku 2009 roku klub znajdował się na końcu ligowej tabeli, Umaga postanowił zatem powrócić do grania, by pomóc uchronić go przed spadkiem. Zespół utrzymał się wówczas w lidze, a Umaga pozostał w klubie na stanowisku asystenta trenera, którym został Philippe Saint-André. Pod koniec sezonu 2009/10 ponownie jednak znalazł się na boisku, gdy formację ataku przetrzebiły kontuzje, zaś zespół awansował do półfinału ligi oraz finału Europejskiego Pucharu Challenge.
W marcu 2010 roku ogłosił, iż powraca do Nowej Zelandii, by zostać zawodnikiem i asystentem trenera w występującym w National Provincial Championship zespole Counties Manukau. Występy w klubie rozpoczął już w lipcu przedsezonowymi meczami przygotowawczymi i zakończył ostatnim spotkaniem fazy zasadniczej, z kampanii Counties w kolejnym sezonie wyeliminowała go kontuzja. Stał się również dostępny do gry dla zespołu Super Rugby, Chiefs, choć pojawiły się wątpliwości, czy potrafi grać jeszcze na takim poziomie. Został jednak ujęty w składzie na sezon 2011, w którym występował nieregularnie z powodu kontuzji. Został też najstarszym graczem w tych rozgrywkach, który to rekord został pobity w 2013 roku przez Brada Thorna.
Pod koniec grudnia 2011 roku został mianowany pierwszym trenerem Counties Manukau. Już w najbliższym sezonie awansował z zespołem do najwyższej klasy rozgrywkowej, co dało mu kolejny, dwuletni kontrakt i wyróżnienie dla najlepszego trenera dystryktu. Tę samą nagrodę otrzymał rok później, gdy prowadzona przez niego drużyna zdobyła Ranfurly Shield po raz pierwszy w swej historii. W kwietniu 2014 roku przedłużył kontrakt o kolejne dwa lata, zgłosił swój akces także do prowadzenia singapurskiego zespołu, gdyby wygrał on walkę o miejsce w poszerzonych rozgrywkach Super Rugby. Pod koniec tego roku został mianowany asystentem trenera narodowej kadry U-20 na MŚ 2015.

## Varia
- Znany jest jako Tana, co jest zdrobnieniem samoańskiej wersji imienia Jonathan – Ionatana[3].
- Z żoną Rochelle mają czwórkę dzieci – trzy córki (Gabrielle, Lily-Kate i Anise) oraz syna (Cade)[64].
- Jego brat, Mike, również był rugbystą grającym dla Wellington, na poziomie reprezentacyjnym występował zaś dla Samoa[4][65]. Jego siostrzeńcem jest natomiast Tu Umaga-Marshall, reprezentant Nowej Zelandii w rugby 7[66][67].
- Jako pierwszy Nowozelandczyk otrzymał w 2003 roku Pierre de Coubertin Medal za sportową postawę – gdy po szarży przytomność stracił Colin Charvis, przerwał udział w ofensywnej akcji swojego zespołu i udzielił mu pierwszej pomocy, zapobiegając jego zadławieniu ochraniaczem na zęby i układając go w pozycji bezpiecznej[68][69].
- W 2005 roku był nominowany do nagrody dla zawodnika roku według IRB[70], zasiadał następnie w panelu przyznającym te wyróżnienia[71][72].
- W roku 2006 otrzymał Nowozelandzki Order Zasługi[73].
- Był jedną z kluczowych osób przy prezentowaniu nowozelandzkiej kandydatury do organizacji Pucharu Świata 2011[74][75].
- W 2007 roku ukazała się jego autobiografia napisana we współpracy z Paulem Thomasem – Tana Umaga up close (ISBN 978-1-86971-119-1)[76].